# Glarner Landesbibliothek

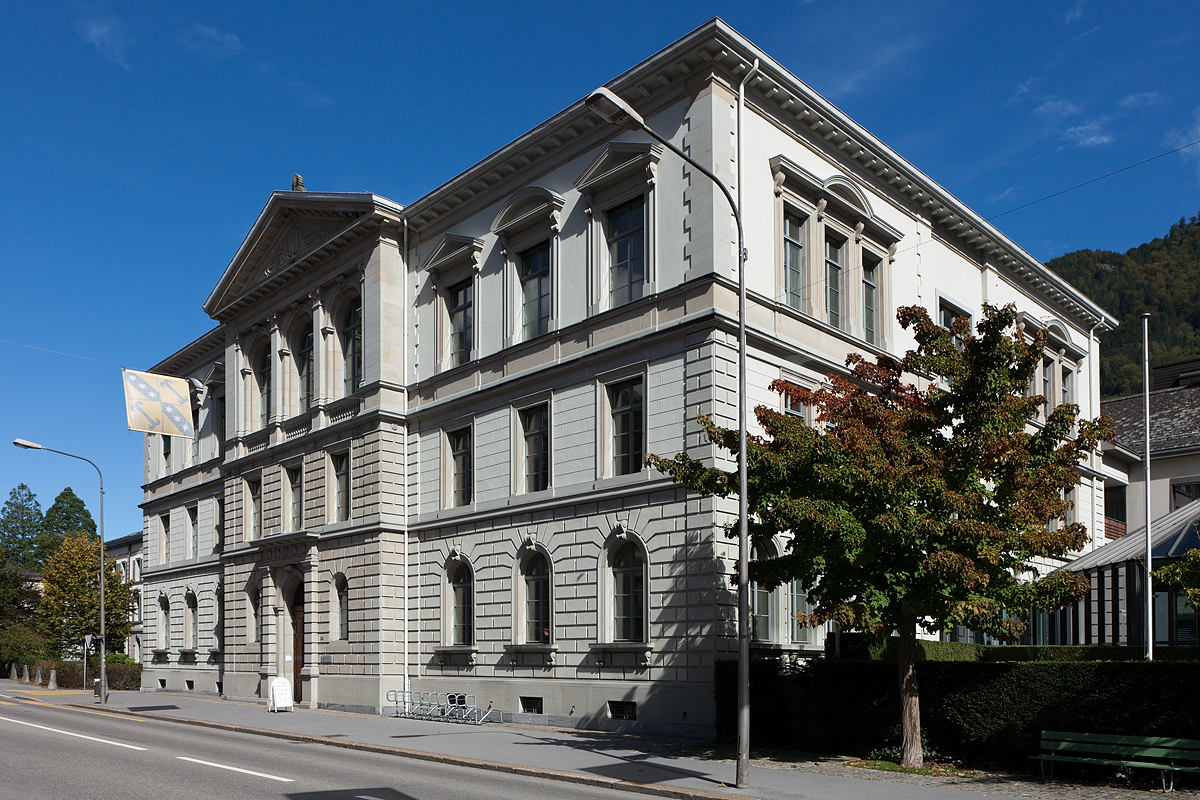
Glarner Landesbibliothek

Die Glarner Landesbibliothek (Landesbibliothek des Kantons Glarus) ist die Kantonsbibliothek  des Kantons Glarus, also eine Studien- und Bildungsbibliothek und fungiert auch als allgemeine öffentliche Bibliothek mit Freihandbestand. Der Sammlungsschwerpunkt liegt auf dem glarnerischen Schrifttum.

## Geschichte
Im Jahre 1761 wurde in Glarus die erste Bibliothek für den evangelischen Bevölkerungsteil des Kantons gegründet. Eine Bibliothek, die allen Personen des Kantons Glarus zugänglich ist, wurde 1858 eröffnet. Nach dem verheerenden Brand 1861, der zwei Drittel der Stadt in Schutt und Asche legte, wurde die Bibliothek im Gerichtshaus neu aufgebaut. Im Zuge des Umbaus der Bibliothek wurde 1969 das Magazin erweitert und ein neuer Lesesaal eingeweiht. 1993 zog die Bibliothek in das Gebäude der ehemaligen Höheren Stadtschule um, wo sie sich auch noch heute befindet.

## Bestände
Der Freihandbereich der Glarner Landesbibliothek umfasst 7'500 Kinder- und Jugendbücher, 17'000 Bücher für Erwachsene, über 6'500 andere Medien wie Videos, DVDs, CDs, CD-ROMs,  ausserdem 20 Zeitungen und 110 Zeitschriften. Im Magazin befinden sich zudem 100'000 Bände.

### Spezialbestände
Zu den besonderen Beständen der Glarner Landesbibliothek zählen die Kartensammlung Walter Blumer, die Arthur-Dürst-Bibliothek, welche vor allem Geographie und Kartengeschichte beinhaltet, und die Fritz-Zwicky-Bibliothek mit Astrophysik und Morphologie. Ausserdem besitzt sie Tauschbestände des Historischen Vereins des Kantons Glarus und der Naturforschenden Gesellschaft des Kantons Glarus.

### Glaronensia
Die Glarner Landesbibliothek hat den Auftrag vom Kanton, glarnerisches Schrifttum zu sammeln. Diese Glaronensia beinhaltet alle Publikationen, die den Kanton Glarus und seine direkte Umgebung betreffen, Schriften, welche von Glarnern und Glarnerinnen verfasst wurden oder Publikationen, die im Kanton Glarus herausgegeben wurden.

## Benutzung
Zugang zur Landesbibliothek haben Kinder, Jugendliche und Erwachsene. Während der Öffnungszeiten der Landesbibliothek besteht für die Benutzer die Möglichkeit, sämtliche Medien und Einrichtungen im öffentlichen Bereich, das heisst in der Freihandabteilung und im Lesesaal zu benutzen.
Mit Ausnahme der Bestände im Lesesaal, im Bibliographienraum und den älteren Magazinbeständen sind alle Medien ausleihbar.
Die Glarner Landesbibliothek bietet den interbibliothekarischen Leihverkehr an. Bücher für wissenschaftliche, schulische und berufliche Zwecke, die in der Landesbibliothek nicht verfügbar sind, werden auf Anfrage von der Fernleihe von einer anderen Bibliothek bestellt.
Tages- und Wochenzeitungen sowie Zeitschriften stellt die Bibliothek in der Zeitschriftenabteilung zum Lesen zur Verfügung, ebenso drei kostenpflichtige Internetstationen zum Surfen.
Im Lesesaal stehen 2'500 Bücher zur Konsultation vor Ort. Die Benutzer, welche noch mehr Ruhe benötigen, können sich in eine der drei Studienboxen zurückziehen, um ungestört zu arbeiten.

## Katalog
Alle Medien, die nach 1991 angeschafft wurden, sind im EDV-Katalog verzeichnet und können im OPAC abgefragt werden. Nach älteren Beständen lässt sich in folgenden Zettelkatalogen recherchieren:
- Autorenkatalog
- Schlagwortkatalog bis 1977
- Schlagwortkatalog 1978–1992
- Glarner-Literatur
- Fritz-Zwicky-Stiftung